# Leveraged buyout
Il leveraged buyout (LBO) è un'operazione di finanza che consiste nell'acquisire una società con denaro preso a prestito dalle banche. Di solito si riferisce a società quotate in borsa. Il termine inglese significa "acquisto a leva", in riferimento alla leva finanziaria utilizzata, ovvero al prestito. Questa operazione sfrutta la capacità di indebitamento della società acquisita, dal momento che la garanzia del prestito è costituita dai cespiti della società obiettivo.

## Descrizione e i tre metodi di finanziamento
Il leveraged buyout consiste nell'acquistare la quota di maggioranza di una società anche laddove l'acquirente non abbia in partenza tutto il denaro necessario. Una società si controlla se si possiede più della metà del suo capitale sociale.
In alcuni casi, il leveraged buyout (acquisto di società tramite leva finanziaria) non riguarda tutta l'azienda, ma un suo ramo o un suo gruppo preciso di attività. I beni della società acquistata, detta "società target" (o "attività target"), vengono messi come garanzia/collaterale del debito, che può anche diventare insostenibile e fare finire in insolvenza la società target. I soldi per ripagare il credito si recuperano tramite i ricavi delle attività di business (ma la società deve avere un flusso di cassa imponente) e/o tramite la vendita di alcuni rami (anche non strategici) o cespiti della società target appena acquisita. La vendita di rami e unità della società si chiama break-up. Siccome l'acquisto di una società con un flusso di cassa già imponente e molto profittevole e ottime prospettive di crescita rendono facile il ripagamento del debito e in più sono società attraenti e dal grande valore in generale, esse sono un classico target degli acquisti a leva.
In alternativa alle banche, si possono raccogliere finanziamenti a debito per l'acquisto tramite l'emissioni di obbligazioni societarie nel mercato ma, siccome il rischio è molto alto perché si lega a un acquisto a leva, il loro tasso di interesse è molto alto e vengono classificati dalle agenzie di rating come junk-bond, cioè come spazzatura. Le obbligazioni, in contesto di acquisto a leva, di solito sono emesse e vendute tramite un canale privato.
Come terza alternativa alle banche e alle obbligazioni, si può ricorrere al debito subordinato ovvero debito non garantito. Quest'ultimo è sempre denaro prestato ma senza richiesta di garanzia/collaterale; di contro, viene richiesto un tasso di interesse alto proprio a causa dei rischi e può richiedere l'emissione di opzioni e/o warrant. Il debito garantito, di contro, è il comune debito che si accumula con prestiti bancari e emissioni di obbligazioni societarie. I due tipi di debito possono anche affiancarsi. L'attività di finanziarsi tramite il debito subordinato si chiama mezzanine financing e una prima garanzia di ripagamento è l'offerta di questo tipo di debito a una società già ben avviata, non a una startup; queste ultime ricorrono tipicamente al debito garantito.
L'acquirente può essere il management della compagnia target stessa (management buyout), di un'altra società (management buyin), o un misto dei due (buy-in management buyout) o un'altra società in generale (incluse le società che controllano fondi di private equity). L'employee buyout (EBO) riguarda invece l'acquisto di una società da parte dei lavoratori stessi per salvarla dal dissesto finanziario e/o dalla liquidazione; a volte anche il management buyout avviene per questi motivi. Ma anche l'EBO può avvenire tramite parziale indebitamento suddiviso tra i lavoratori.
L'acquisto non avviene in modo diretto tramite l'acquisto di azioni, ma avviene attraverso l'apertura di una società veicolo (cioè una società avente un unico e preciso scopo) detta NewCo. In essa, si versano tutti i soldi dell'acquisto a leva come capitale sociale. Dopodiché, avviene l'acquisto/buyout della società target e avviene una fusione tra la NewCo, incorporante, e la società target, incorporata. La fusione non avviene se la NewCo acquista semplicemente dei cespiti o rami dell'azienda target.
Gli acquisti a leva vengono talvolta considerati delle tattiche predatorie e, siccome sono operazioni complesse, possono necessitare anche di qualche mese per essere completate.
In generale, gli acquisti a leva hanno subìto un'impennata storica negli anni ottanta accompagnata da numerosi fallimenti di molte aziende acquistate con questo stratagemma. Il motivo dei fallimenti è il debito insostenibile per il livello di cassa siccome il denaro per pagare era al 100% a debito (cioè il rapporto d'indebitamento era del 100% o quasi); nei decenni seguenti il livello di debito per l'acquisto tese a modulare intorno al 90%, mentre il rimanente 10% è formato da soldi che non derivano da debiti, cioè da finanziamento tramite equity. In più, gli interessi sul prestito erano molto alti in primis perché l'investimento era piuttosto rischioso. Le società che gestiscono fondi di private equity di solito acquistano le società target con il 70-80% della cifra finanziato a debito e il rimanente 20-30% finanziato non a debito.
Infine, solitamente gli acquisti a leva vengono attuati per permettere a una società acquirente di acquistarne un'altra, ivi inclusa una concorrente, con un buon flusso di cassa e buone possibilità di crescita. Tuttavia, può anche avvenire per ritirare dalla borsa una società quotata e renderla privata.

### I cinque scenari dileveraged buyout
Esistono cinque scenari di leveraged buyout, se si include anche la possibilità che la società target fallisca. I primi quattro sono collegati a un preciso piano:
- Nel repackaging plan, una compagnia quotata in borsa è acquistata tramite acquisto a leva di tutte le sue azioni esistenti e circolanti, viene ristrutturata nel corso di qualche anno e si rivendono le sue azioni tramite un'offerta pubblica iniziale IPO. L'obiettivo finale è di guadagnare tramite l'innalzamento di valore dell'azienda, che si abbatte sul valore innalzato delle azioni.
- Nello split-up plan (o schema slash and burn o schema cut and run), una compagnia è acquistata tramite acquisto a leva e alcuni suoi settori (a partire da quelli meno redditizi o meno strategici a quelli più redditizi) vengono rivenduti per liberarsene e guadagnare con il solo fine di lucro siccome si ritiene che la società target valga di più rivenduta a pezzi che intera. Le vendite avvengono al migliore offerente, come avviene in un'asta. Questo schema è il più ostile, predatorio e aggressivo in assoluto e, nel caso di liquidazioni, porta anche a licenziamenti di massa. Laddove delle branche redditizie sono vendute tramite partecipazione azionaria, queste branche possono però avere il vantaggio di svilupparsi indipendentemente, senza alcun blocco dalla società controllante a cui appartenevano.
- Nel portfolio plan (o leveraged build-up), una compagnia concorrente viene acquistata e, tramite l'unione delle forze, si continuano le attività di business per sostenere il flusso di cassa, crescere e ripagare il debito.
- Nel savior plan, una compagnia in dissesto finanziario e vicina all'insolvenza/bancarotta o addirittura alla liquidazione viene acquistata per essere rigenerata; l'acquisto può essere un management buyout (MBO) o un employee buyout (EBO) o un misto dei due, il management and employee buyout (MEBO). Il ripagamento del debito avviene se l'azienda torna a essere redditizia tramite i nuovi finanziamenti e/o una gestione migliore.

- Nello scenario fallimentare, una compagnia è acquistata ma il flusso di cassa e la crescita sono insufficienti per ripagare il denaro con interessi, pertanto la società va in insolvenza e, se ogni possibilità di rinegoziazione dei crediti fallisce, viene liquidata per soddisfare i crediti (essa stessa è stata messa a garanzia del credito).

## Riacquisto
Un'impresa può decidere il riacquisto delle proprie azioni, se il prezzo in borsa è in forte calo. In questo modo, alimenta una domanda che rialza il corso azionario, agisce in controfase rispetto al mercato, comprando mentre la maggioranza degli investitori vende le proprie quote. 
Il rialzo del prezzo così ottenuto non è limitato solamente al momento in cui è lanciata la richiesta di acquisto e si manifesta la domanda: diminuendo le azioni in possesso di soggetti terzi, l'impresa diminuisce le azioni da remunerare, e, a parità di utili, il dividendo per azione è più alto, e di conseguenza il prezzo, se calcolato in base al profitto atteso e ai fondamentali dell'impresa.
Il riacquisto può anche avere finalità speculative, per creare un prezzo al di sopra della media degli ultimi periodi. 
L'impresa può trarre vantaggio da questa situazione per aumenti di capitale sociale a pagamento, collocando azioni a prezzi molto remunerativi; oppure il management per l'esercizio delle stock option, che danno il diritto di acquistare ad un prezzo inferiore al valore di mercato.

## Illeveraged buyoutin Italia
Fino al 2003 in Italia vi era un espresso divieto di porre in essere operazioni di LBO, poiché strumento di aggiramento per interposta persona (NewCo) del divieto di sottoscrizione di azioni proprie (art. 2357 c.c.) e del divieto di assistenza finanziaria per la sottoscrizione o l'acquisto di azioni proprie.
Di fatto la NewCo è una scatola vuota priva di capacità di produrre reddito ma tale strumento applicato nella giusta maniera può garantire dei vantaggi legati al miglioramento della governance d'impresa, e, nel caso per esempio del MBO e WBO, di poter condividere il rischio di impresa con soggetti dipendenti della società stessa.
Il leveraged buyout è stato espressamente reso lecito nell'ordinamento giuridico italiano a seguito della riforma del diritto societario del 2003, la quale ha permesso di superare i dubbi di legittimità che venivano sollevati sulla base del divieto, contenuto nel primo comma dell'art. 2358 c.c. che inibisce alle società di accordare prestiti o concedere finanziamenti per l'acquisto di proprie azioni.
La riforma ha però subordinato la liceità della operazione all'adempimento di alcuni oneri. In particolare, gli amministratori delle società interessate all'operazione dovranno predisporre un piano economico e finanziario, confortato da una relazione di esperti che ne attesti la ragionevolezza, nel quale devono essere indicate le fonti delle risorse finanziarie e devono essere descritti gli obiettivi che si intendono raggiungere.
Importante infine è la distinzione tra debito garantito (ossia con garanzie e covenant positive e negative) e debito non garantito. Quest'ultimo viene remunerato dopo il "debito senior".
In un'operazione corretta di acquisto a leva, la concessione del debito senior è subordinata a una serie di condizioni, quali:
- L'obbligo di pagare interessi e capitale nel caso in cui vi sia un esubero di liquidità;
- Il mantenimento del rapporto debito/capitale proprio entro un certo valore (in genere 1,75).

### Leveraged Buy-Out e Merger Leveraged Buy-Out
Il Leveraged Buy-Out ed il Merger Leveraged Buy-Out sono operazioni societarie straordinarie. Con la riforma del diritto societario, avvenuta nel 2003, è stata prevista la "Fusione a seguito di acquisizione con indebitamento" (articolo 2501-bis Codice civile).
Sotto il profilo fiscale, il Leveraged Buy-Out ed il Merger Leveraged Buy-Out, non costituiscono abuso del diritto ai sensi dell'articolo 10-bisdella Legge del 27 luglio 2000 n. 212, introdotto con l'articolo 1 del decreto legislativo del 5 agosto 2015 n. 128, qualora non si riscontrino congiuntamente tre presupposti. 
1) Il primo presupposto, previsto dal comma 2, lettera A, dell'articolo 10-bis dello Statuto, è l'assenza di sostanza economica. Essa è costituita da vantaggi, anche non immediati, che sono conseguiti in contrasto con la ratio della normativa tributaria o con i principi dell'ordinamento tributario. Sono indici di tale presupposto le ipotesi in cui non vi sia coerenza tra la qualificazione dell'operazione ed il suo fondamento giuridico, o nei casi in cui gli strumenti giuridici utilizzati non siano conformi alle logiche del mercato.
2) Il secondo presupposto, disciplinato dal comma 2, lettera B, dell'articolo 10-bis dello Statuto, è l'essenzialità del vantaggio fiscale indebito, ossia un vantaggio di natura fiscale quale unico motivo per cui l'operazione viene posta in essere.
3) Il terzo presupposto è dato dalla realizzazione di un vantaggio fiscale indebito, che viene raggiunto dal contribuente, laddove la legislazione tributaria non lo permetta.
L'abusività delle operazioni di LBO e di MLBO va esclusa nei casi in cui tali operazioni siano giustificate da valide ragioni extrafiscali. Queste possono essere costituite da modifiche di natura organizzativa che comportino un miglioramento della struttura e della funzionalità della società.

### Change of control ed elusività nelle operazioni di LBO/MLBO
Nel diritto societario, si definisce change of control quella circostanza nella quale si verifica una modifica dell'assetto di controllo di una società a seguito di una cessione delle partecipazioni o per effetto di un'operazione straordinaria come, ad esempio, la fusione o la scissione.
L'istituto del change of control assume una rilevanza fondamentale in tema di Leveraged Buy-Out (LBO) e Merger Leveraged Buy-Out (MLBO), con particolare riguardo al fenomeno dell'elusione.
L'Agenzia delle entrate, con la circolare 30 marzo 2016, n. 6/E, ha definitivamente chiarito la legittimità, anche sul piano tributario, delle operazioni di LBO e MLBO, spesso oggetto di contestazioni di abuso del diritto/elusione.
La circolare esclude il fenomeno dell'elusione, salvo i casi in cui si riscontrino particolari tratti di artificiosità con specifico riferimento al mutamento del profilo partecipativo degli asset societari.
Ed è proprio in merito all'artificiosità, in relazione al change of control, che sussiste un dubbio riguardante l'abuso del diritto.
Si distinguono, preliminarmente, due ipotesi: operazioni di LBO/MLBO senza change of control e operazioni di LBO/MLBO con change of control.
Nel primo caso, si ritiene che le conclusioni della circolare debbano interpretarsi nel senso di valutare come non rispondente a finalità economiche rilevanti, ma dirette al conseguimento di un mero vantaggio fiscale indebito, le operazioni di LBO/MLBO che non si risolvano in un mutamento significativo del profilo partecipativo di riferimento degli asset oggetto dell'operazione. All'esito dell'operazione di LBO/MLBO non si deve realizzare, quindi, una variazione del controllo della società target rispetto alla situazione preesistente.
Il secondo caso, invece, riguarda le ipotesi in cui, in seguito ad un'operazione di LBO/MLBO, vi è un mutamento reale degli assetti partecipativi di riferimento della società target.
In queste situazioni, l'operazione di LBO/MLBO può rappresentare sia un mezzo che un fine.
È un mezzo nelle ipotesi in cui l'operazione di LBO/MLBO è volta al perseguimento di finalità economiche e organizzative che non possono essere raggiunte in altro modo.
È, invece, un fine nelle ipotesi in cui l'operazione di LBO/MLBO, caratterizzata dal change of control, è volta a trarre un vantaggio in termini fiscali.
Questa operazione risulta artificiosa e, quindi, inopponibile all'Amministrazione finanziaria ai sensi dell'articolo 10-bis dello Statuto dei Contribuenti (L. 27 Luglio 2000, n. 212) salvo una dimostrazione di valide ragioni extra-fiscali.
Pertanto, si ritiene che le operazioni di LBO/MLBO non contestabili, in linea generale, sotto il profilo dell'abuso del diritto, possano presentare tratti di artificiosità nel caso in cui, all'esito delle stesse, vi siano soggetti già presenti nella società target prima dell'operazione di LBO/MLBO.

## Esempi di acquisto a leva
L'OPA ostile di Olivetti su Telecom Italia con la successiva fusione Olivetti-Telecom impostata tra il 1998 e il 1999 e avvenuta nel 2003 durante la gestione Pirelli rappresenta la più grande operazione LBO mai condotta in Europa e una delle più grandi al mondo per valore. La NewCo, cioè la società veicolo, era la Olivetti Tecnost. 
Un altro dei più grandi acquisti a leva al mondo, è stato l'acquisto della Hospital Corporation of America (HCA) da parte della Kohlberg Kravis Roberts & Co. (KKR), Bain & Co. e della Merrill Lynch nel 2006. Le tre compagnie in totale hanno pagato circa trentatré miliardi di dollari per acquisire la HCA tramite LBO. 
Un terzo esempio è l'LBO da parte della JAB Holding Company della Krispy Kreme Doughnuts Inc. nel luglio 2016. L'operazione, costata 1,35 miliardi di dollari, durò tre mesi. 